# Мірандська гідроелектростанція
Мірандська гідроелектростанція (порт. Aproveitamento hidroeléctrico de Miranda) — гідроелектростанція на півночі Португалії, у муніципалітеті Міранда-ду-Дору. Розташована на прикордонній з Іспанією ділянці Дору. Входить до складу каскаду, знаходячись між іспанською ГЕС Кастро (вище по течії) та Пікотською гідроелектростанцією.
При спорудженні станції річку перекрили бетонною контрфорсною греблею висотою 80 метрів та довжиною 263 метри, на спорудження якої пішло 240 тис. м3 матеріалу. Вона утримує водосховище із площею поверхні 1,22 км2 та об'ємом 28 млн м3 (корисний об'єм 7 млн м3).
Машинний зал ГЕС, споруджений у підземному виконанні дещо нижче греблі, первісно обладнали трьома турбінами типу Френсіс потужністю по 58,8 МВт, які працюють при напорі від 51 до 66 метрів. У 1995 році до них додали четверту турбіну того ж типу потужністю 193 МВт, яка працює при напорі від 40 до 60 метрів. Разом вони виробляють 898 млн кВт·год електроенергії на рік.
Видача продукції відбувається по ЛЕП, що працює під напругою 248 кВ.